# Chevy Chase Section Five
Chevy Chase Section Five è un villaggio degli Stati Uniti d'America, situato nello stato del Maryland, nella contea di Montgomery.